# بروسبيكت بارك (نيوجيرسي)
بروسبيكت بارك (بالإنجليزية: Prospect Park borough, New Jersey)‏ هي منطقة سكنية تقع بولاية نيوجيرسي في الولايات المتحدة. تبلغ مساحتها 1.22 كم2، وترتفع عن سطح البحر 71.9328 م، بلغ عدد سكانها 5,865 نسمة في عام 2010 حسب إحصاء مكتب تعداد الولايات المتحدة وتصل الكثافة السكانية فيها 4,807.4 نسمة لكل كيلومتر مربع (12,451.1/ميل2).

## التركيبة السكانية
حدّد مكتب تعداد الولايات المتحدة بيانات التركيبة السكانية لبروسبيكت بارك في تعداد الولايات المتحدة. في ما يلي، التركيبة السكانية حسب تعدادي 2000 و2010.

### تعداد عام 2000
بلغ عدد سكان بروسبيكت بارك 5,779 نسمة بحسب تعداد عام 2000، وبلغ عدد الأسر 1,822 أسرة وعدد العائلات 1,432 عائلة مقيمة في المنطقة السكنية. في حين سجلت الكثافة السكانية 4,736.9 نسمة لكل كيلومتر مربع (12,268.5/ميل2). وبلغ عدد الوحدات السكنية 1,889 وحدة بمتوسط كثافة قدره 1,548.4 لكل كيلومتر مربع (4,010.3/ميل2).
وتوزع التركيب العرقي للمنطقة السكنية بنسبة 61.17% من البيض و13.65% من الأمريكيين الأفارقة و0.42% من الأمريكيين الأصليين و3.15% من الأمريكيين ذوي الأصول الآسيوية و0.07% من سكان جزر المحيط الهادئ و13.70% من الأعراق الأخرى و7.84% من عرقين مختلطين أو أكثر و38.26% من الهسبانيون أو اللاتينيون من أي عرق.
بلغ عدد الأسر 1,822 أسرة كانت نسبة 49.6% منها لديها أطفال تحت سن الثامنة عشر تعيش معهم، وبلغت نسبة الأزواج القاطنين مع بعضهم البعض 52.7% من أصل المجموع الكلي للأسر، ونسبة 20% من الأسر كان لديها معيلات من الإناث دون وجود شريك، بينما كانت نسبة 5.9% من الأسر لديها معيلون من الذكور دون وجود شريكة وكانت نسبة 21.4% من غير العائلات. تألفت نسبة 17% من أصل جميع الأسر من عدة أفراد يعيشون في نفس المنزل ونسبة 6.6% كانت تتألف من شخص يعيش بمفرده يبلغ من العمر 65 عاماً أو أكثر. وبلغ متوسط حجم الأسرة المعيشية 3.17، أما متوسط حجم العائلات فبلغ 3.56.
بلغ العمر الوسطي للسكان 30.9 عاماً. وكانت نسبة 29.6% من القاطنين تحت سن الثامنة عشر، وكانت نسبة 10.3% بين الثامنة عشر والرابعة والعشرين عاماً، ونسبة 32.7% كانت واقعةً في الفئة العمرية ما بين الخامسة والعشرين والرابعة والأربعين عاماً، ونسبة 18.4% كانت ما بين الخامسة والأربعين والرابعة والستين، ونسبة 8.8% كانت ضمن فئة الخامسة والستين عاماً فما فوق. يوجد لكل 100 أنثى 90.7 ذكر، ويوجد لكل 100 أنثى في الثامنة عشر من عمرها فما فوق 84.7 ذكر.
بلغ متوسط دخل الأسرة في المنطقة السكنية 46,434 دولارًا، أما متوسط دخل العائلة فبلغ 49,405 دولارًا. وكان متوسط دخل الذكور 31,951 دولارًا مقابل 26,569 دولارًا للإناث. وسجل دخل الفرد الخاص بالمنطقة السكنية 16,410 دولارًا. وكانت نسبة 7.9% من العائلات ونسبة 10% من السكان تحت خط الفقر، وكان من هؤلاء نسبة 14.4% تحت سن الثامنة عشر ونسبة 6.2% في الخامسة والستين من العمر وما فوق.

### تعداد عام 2010
بلغ عدد سكان بروسبيكت بارك 5,865 نسمة بحسب تعداد عام 2010، وبلغ عدد الأسر 1,797 أسرة وعدد العائلات 1,456 عائلة مقيمة في المنطقة السكنية. في حين سجلت الكثافة السكانية 4,807.4 نسمة لكل كيلومتر مربع (12,451.1/ميل2). وبلغ عدد الوحدات السكنية 1,931 وحدة بمتوسط كثافة قدره 1,582.8 لكل كيلومتر مربع (4,099.4/ميل2).
وتوزع التركيب العرقي للمنطقة السكنية بنسبة 51.07% من البيض و19.86% من الأمريكيين الأفارقة و1.50% من الأمريكيين الأصليين و3.21% من الأمريكيين ذوي الأصول الآسيوية و0.10% من سكان جزر المحيط الهادئ و18.21% من الأعراق الأخرى و6.05% من عرقين مختلطين أو أكثر و52.09% من الهسبانيون أو اللاتينيون من أي عرق.
بلغ عدد الأسر 1,797 أسرة كانت نسبة 48.9% منها لديها أطفال تحت سن الثامنة عشر تعيش معهم، وبلغت نسبة الأزواج القاطنين مع بعضهم البعض 47.6% من أصل المجموع الكلي للأسر، ونسبة 26.4% من الأسر كان لديها معيلات من الإناث دون وجود شريك، بينما كانت نسبة 7.1% من الأسر لديها معيلون من الذكور دون وجود شريكة وكانت نسبة 19% من غير العائلات. تألفت نسبة 14.7% من أصل جميع الأسر من عدة أفراد يعيشون في نفس المنزل ونسبة 4.7% كانت تتألف من شخص يعيش بمفرده يبلغ من العمر 65 عاماً أو أكثر. وبلغ متوسط حجم الأسرة المعيشية 3.26، أما متوسط حجم العائلات فبلغ 3.59.
بلغ العمر الوسطي للسكان 31.7 عاماً. وكانت نسبة 28.4% من القاطنين تحت سن الثامنة عشر، وكانت نسبة 10.9% بين الثامنة عشر والرابعة والعشرين عاماً، ونسبة 29.9% كانت واقعةً في الفئة العمرية ما بين الخامسة والعشرين والرابعة والأربعين عاماً، ونسبة 22.6% كانت ما بين الخامسة والأربعين والرابعة والستين، ونسبة 8.2% كانت ضمن فئة الخامسة والستين عاماً فما فوق. وتوزع التركيب الجنسي للسكان بنسبة 47.5% ذكور و52.5% إناث.

## وصلات خارجية
- الموقع الرسمي